# Strada statale 18 Tirrena Inferiore
La strada statale 18 Tirrena Inferiore, un tempo strada regia delle Calabrie,  è una strada italiana che, percorrendo la costa tirrenica, collega i due centri urbani più estesi della Campania e della Calabria, Napoli e Reggio Calabria,  imponendosi come una delle più importanti e lunghe arterie di collegamento del sud Italia.

## Storia
La parte più settentrionale della strada in epoca romana univa le città e i villaggi che si affacciavano sul golfo di Napoli ed era accompagnata a sua volta da una fitta rete di strade secondarie, che in modo capillare consentivano di raggiungere tutti i centri intorno al Vesuvio. Non vi sono documenti contemporanei noti relativi a quest'opera e il primo documento a descrivere questa Strada Consolare è la Tabula Peutingeriana, copia del XII-XIII secolo di un'antica carta romana che mostra lo stradario dell'Impero romano. I due più importanti insediamenti erano Ercolano ed Oplonti, l'attuale Torre Annunziata. Dopo aver toccato Pompei e Stabia, la strada proseguiva per la penisola sorrentina raggiungendo Capo Minerva.
La Strada Consolare venne seppellita in seguito all'eruzione del Vesuvio del 79 d.C. e probabilmente si trova ancora intatta al di sotto delle mantellature laviche, sotto l'attuale strada ricostruita al di sopra della Strada Regia. Il nome di Strada Regia delle Calabrie risale probabilmente al XVI secolo quando il meridione passò sotto il dominio spagnolo, dando un forte impulso demografico all'area. L'opera, ristrutturata nel 1778 per mano di Ferdinando IV di Borbone, venne completata tra fine Settecento e inizio Ottocento, con un itinerario di circa 180 km.

### Storia contemporanea
La strada statale venne istituita con la Legge 17 maggio 1928, n. 1094 come Strada statale 18 Tirrenia Inferiore; lo stesso decreto ne assegnava contestualmente la gestione alla appena costituita Azienda autonoma statale della strada.
Il percorso veniva descritto in questo modo: 'Napoli - Torre Annunziata - Salerno - Battipaglia - Rutino - Vallo - Torre Orsaia - Sapri - Paola - Sant’Eufemia - Nicastro - Monteleone - Reggio Calabria'.
Nel 1944, all'interno del più ampio processo di dismissione degli apparati statali figli del regime fascista, vi fu la soppressione della AASS ed il trasferimento momentaneo di tutte le sue funzioni al Ministero dei Lavori Pubblici. Dopo la fine del secondo conflitto mondiale, precisamente nel 1946, tutte le strade statali passarono sotto l'amministrazione della neonata Anas, l'erede della defunta AASS.
Nel 1953 il tracciato venne modificato, inserendo il tratto costiero fra le stazioni di Nocera Terinese e di Francavilla Angitola passante per Capo Suvero; il tracciato d'origine, passante per Nicastro, andò a costituire la SS 18 dir fra la stazione di Nocera e il bivio Calderaro, mentre da quest'ultimo bivio alla stazione di Francavilla divenne parte della SS 19 dir.
In attuazione del decreto legislativo n. 112 del 1998, dal 17 ottobre 2001 il tratto Napoli-Salerno, corrispondente al tratto iniziale fino al km 54,590, è stato declassato e la relativa gestione è passata dall'Anas alla Regione Campania, che per la parte in provincia di Salerno ne ha devoluto l'amministrazione all'omonima provincia.
Alla fine del 2017 fu proposta dal governo in carica una riorganizzazione della rete stradale gestita direttamente dall'Anas in 11 delle 20 regioni italiane, embrione del cosiddetto piano Rientro strade. La nuova situazione fu formalizzata in Campania nel novembre del 2018: venne reso ufficiale il declassamento della SS 18 dal km 98,100 al km 204,820 (da Capaccio a Policastro Bussentino), mentre fu acquisita dall'Anas la variante cilentana.

## Percorso

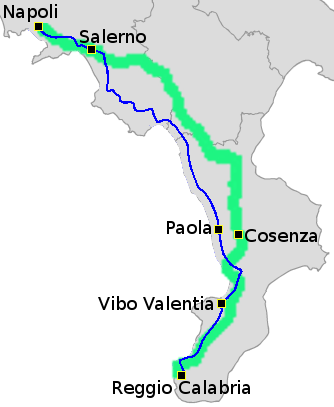
Paragone dei percorsi della SS 18 con l'autostrada A3 (fino a Salerno) e con l'autostrada A2 (fino a Reggio Calabria).

Superata la parte della ex statale ora declassata, la tratta a gestione Anas inizia a Salerno al km 54,590 dell'intero percorso, presso lo svincolo di Fratte dell'Autostrada A2dir Napoli.

### Tangenziale di Salerno
Questa tratta iniziale della statale funge da tangenziale per la città di
Salerno: è una strada a scorrimento veloce
che collega varie località della zona est della città con il centro e le
autostrade. Il tracciato inizia presso lo svincolo Salerno-Fratte dell'autostrada A2 diramazione Napoli e termina allo svincolo Pontecagnano della stessa autostrada A2, alla quale si ricollega senza soluzione di continuità.
La tangenziale è provvista di sistemi di video sorveglianza e di appositi cartelli luminosi, è interamente illuminata e il manto stradale è realizzato con asfalto drenante su tutto il percorso. Presenta 12 svincoli e si sviluppa con un tracciato in gran parte con 2 corsie per senso di marcia che serve sia il traffico di transito che di distribuzione. L'Anas investe ogni anno cifre notevoli per la manutenzione dell'arteria, che è fondamentale per i collegamenti con il centro e per i quartieri orientali. Il traffico intenso, che crea spesso rallentamenti su tutto il tracciato della tangenziale, s'intensifica soprattutto negli orari di punta e durante i fine settimana estivi in prossimità di tutte le uscite principali. Dalle rivelazioni effettuate dalla centrale operativa dell'Anas attraverso un sistema di spire collocate sotto l'asfalto di tutto il tracciato della tangenziale, il flusso del traffico è di oltre 30.000 attraversamenti al giorno.

#### Tabella percorso
| Tirrena Inferiore Tangenziale di Salerno |                                                           |      | |           |
| Tipo                                     | Indicazione                                               | km   | Note | Provincia |
|                                          | diramazione Napoli                                        | 54,8 | | SA        |
|                                          | Fratte dei Due Principati                                 | 55,3 | | SA        |
|                                          | Salerno Centro via Irno Rione Petrosino                   | 55,8 | Solo uscita in direzione Fratte. Uscita su via Irno solo in direzione Fratte. Uscita su Rione Petrosino solo in direzione Pontecagnano. | SA        |
|                                          | Sala Abbagnano - Torrione                                 | 57,3 | | SA        |
|                                          | Pastena Giovi - S. Eustachio - S. Margherita - Mercatello | 58,9 | | SA        |
|                                          | Mariconda Mercatello - Arbostella - Salerno est           | 60,7 | | SA        |
|                                          | Area di servizio "San Leonardo"                           | 61,6 | | SA        |
|                                          | Ospedale San Leonardo ex- Tirrena Inferiore               | 62,2 | | SA        |
|                                          | Zona industriale Fuorni Stadio Arechi Litoranea           | 63,5 | | SA        |
|                                          | Aversana Aeroporto Paestum                                | 64,3 | Solo in direzione Pontecagnano | SA        |
|                                          | Pontecagnano Tirrena Inferiore                            | 66,1 | | SA        |
|                                          | del Mediterraneo                                          | 66,6 | | SA        |

### Da Pontecagnano a Capaccio
La statale, dopo la fine della tangenziale, riprende il suo tracciato verso sud, che si presenta omogeneo e rettilineo. La strada, abbastanza agevole da percorrere, entra nella piana del Sele ed attraversa i territori comunali di Pontecagnano Faiano, Bellizzi, Battipaglia, Eboli e Capaccio Paestum.

### Variante Cilentana
Nei pressi di Paestum, il percorso principale della statale devia lungo una variante. Quest'ultima ha ottenuto il rango di percorso principale nel 2018, anno del declassamento a strada locale del vecchio percorso che si snoda nel territorio montuoso del Cilento. Completata nel 2006, per la prima parte della sua storia è stata una strada provinciale classificata come SP 430: la Strada statale 18 var Cilentana venne poi inserita nel piano Rientro strade di Anas che ne è diventata il gestore completo il 26 novembre 2018. Un tratto intermedio di 7,2 chilometri era già stato acquisito da Anas nel 2013 e denominato Strada statale 18 variante del Viadotto Alento.
La progressiva chilometrica della strada si innesta direttamente all'inizio di quello della ex SS 18, che affianca in buona parte, e va dal km 97,950 al km 170,600. Il percorso, che si presenta come una strada a scorrimento veloce, è caratterizzato dalla presenza di numerosi viadotti e di diverse gallerie che evitano il lungo e tortuoso, ma panoramico, passaggio per le colline del Cilento interno della vecchia statale. Ne risulta un tracciato snello che consente una notevole riduzione del tempo di percorrenza della tratta. Le uniche deviazioni notevoli sono quella per Agropoli ed il tratto tra Cuccaro Vetere e Policastro Bussentino. La strada termina confluendo sulla SS 517 var, la quale a breve distanza confluisce a sua volta sulla SS 18 presso Policastro.

#### Tabella percorso
| Cilentana Paestum - Policastro Bussentino |                                           |       |      |           |
| Tipo                                      | Indicazione                               | km    | Note | Provincia |
|                                           | Tirrena Inferiore                         | 97,8  |      | SA        |
|                                           | Paestum                                   | 96,1  |      | SA        |
|                                           | Agropoli nord                             |       |      | SA        |
|                                           | Agropoli sud                              |       |      | SA        |
|                                           | Prignano Cilento                          |       |      | SA        |
|                                           | Diga Alento                               |       |      | SA        |
|                                           | Perito                                    |       |      | SA        |
|                                           | Omignano ex- Tirrena Inferiore            |       |      | SA        |
|                                           | Vallo Scalo ex- Tirrena Inferiore         |       |      | SA        |
|                                           | Pattano ex- Tirrena Inferiore             |       |      | SA        |
|                                           | Vallo della Lucania ex- Tirrena Inferiore |       |      | SA        |
|                                           | Ceraso                                    |       |      | SA        |
|                                           | Cuccaro Vetere                            |       |      | SA        |
|                                           | Futani                                    |       |      | SA        |
|                                           | Massicelle                                |       |      | SA        |
|                                           | Centola di Palinuro                       |       |      | SA        |
|                                           | Poderia                                   |       |      | SA        |
|                                           | Roccagloriosa                             |       |      | SA        |
|                                           | Bussentina                                | 170,6 |      | SA        |

### Da Policastro a Reggio Calabria
Ritornata sul percorso storico in prossimità di Policastro Bussentino, la statale costeggia il litorale del golfo attraversando Ispani, Vibonati ed infine Sapri da cui, tramite il collegamento dell'ex Strada statale 104, che parte proprio da Sapri, è possibile raggiungere la costa ionica immettendosi sulla Strada statale 106 Jonica presso Nova Siri. Dopo aver attraversato l'ultimo comune della Campania, si entra in Basilicata presso la breve costa tirrenica di Maratea, lunga appena una quindicina di chilometri. Superata la variante di collegamento, entra nel territorio calabrese presso Tortora; da qui, dopo aver attraversato numerosi borghi costieri della provincia di Cosenza, come Scalea, Diamante, Paola ed Amantea, rappresentandone l'arteria principale, entra nella provincia di Catanzaro, dove interseca l'Autostrada del Mediterraneo nei pressi di Falerna. Entra poi nella provincia di Vibo Valentia ed infine in quella di Reggio Calabria, attraversando anche Villa San Giovanni, da dove è possibile raggiungere la Sicilia via mare. L'intero percorso termina a Reggio, nello specifico nel quartiere di Santa Caterina, situato a nord della città.

## Varianti

### Variante A
La strada statale 18 var/A Tirrena Inferiore è una strada statale italiana che collega senza soluzione di continuità il tratto calabrese della SS 18 (Km 244,427) alla strada statale 585 Fondo Valle del Noce (Km 0,0).
È lunga solo 0.874 km e si sviluppa tra Tortora Marina e Castrocucco di Maratea nella forma di un viadotto che scavalca il fiume Noce, confine naturale tra Basilicata e Calabria.
In direzione Castrocucco permette agevolmente di immettersi sul tratto lucano della SS 18 tramite l'uscita Castrocucco - Maratea - Sapri, che confluisce nella viabilità di raccordo tra SS 585 (Km 0,0), SS 18 (Km 243,553) e viabilità ordinaria di Castrocucco.

## Tratti riclassificati

### Tratta Napoli-Salerno
L'ex tratta Napoli-Salerno della SS 18, ora strada regionale 18 Tirrena Inferiore, è una strada con differenti tipi di classificazione nata a seguito del decreto legislativo n. 112 del 1998 con cui sono state declassate alcune strade statali italiane. Le competenze in materia di gestione e manutenzione dell'arteria sono suddivise tra la Regione Campania e la provincia di Salerno.
La strada comprende due tratti:
- Strada regionale 18/a Tirrena Inferiore;
- Strada regionale 18/b Cava - Badia.

#### Tratto a
Il tratto a, denominato ufficialmente strada regionale 18/a Tirrena Inferiore, è una strada a gestione regionale nel territorio partenopeo, mentre è una strada a gestione provinciale nel territorio salernitano: corrisponde a quello che in origine e fino al 2001 era il tratto iniziale a gestione Anas della SS 18 tra Napoli e Salerno.
Si presenta nella sua interezza ad una sola carreggiata con due corsie, una per ogni senso di marcia. Ha origine nel capoluogo campano e si muove poi verso sud avendo sul lato destro il mare e sul lato sinistro l'autostrada A3 Napoli-Salerno. Terminata la zona orientale di Napoli, entra poi nel comune di Portici, iniziando senza soluzione di continuità l'attraversamento del tessuto urbano di varie località della città metropolitana di Napoli. Dopo Portici, la strada attraversa la città di Ercolano giungendo poi a Torre del Greco, percorrendo il tratto storico del Miglio d'Oro. Superata la frazione Leopardi, nei pressi del tribunale entra nel comune di Torre Annunziata, prendendo prima la denominazione comunale di Corso Umberto I, poi di Via Giuseppe Tagliamonte, Via Simonetti, Traversa Maresca ed infine di Via Vittorio Veneto. Giunta nel centro storico della città, nelle vicinanze degli Scavi archeologici di Oplonti, vi è la prima intersezione con l'Autostrada A3 nei pressi dello svincolo di Torre Annunziata Scavi. Continuando in direzione sud arriva nella parte meridionale della città, assumendo la denominazione di Via Plinio e superando l'uscita Torre Annunziata Sud dell'A3. Arrivati fino al confine con Pompei, da qui si può proseguire sia in direzione Boscoreale tramite Via Andolfi per raggiungere la Strada statale 268 del Vesuvio sia in direzione Castellammare di Stabia tramite Via Sant'Antonio per raggiungere la Strada statale 145 Sorrentina. Dopo aver superato il crocevia ed esser usciti dal territorio oplontino, si entra a Pompei, dove il percorso si interseca nuovamente con l'A3 presso lo svincolo, con entrata solo in direzione Napoli, di Pompei Scavi. Dopo esser passata lungo il perimetro degli scavi archeologici, la strada termina il proprio percorso in provincia di Napoli ed entra nell'agro nocerino sarnese, in territorio salernitano, costeggiando per tutto il tragitto l'autostrada ed attraversando le localita di Scafati, Angri, Sant'Egidio del Monte Albino, Pagani, Nocera Inferiore e Nocera Superiore, proseguendo poi per Cava de' Tirreni, dove incontra una diramazione, Vietri sul Mare ed arrivando infine a Salerno dove, al km 54,590, inizia con il percorso della tangenziale la statale a gestione Anas.
Tale tratta, fra il 1911 e il 1952, ospitava il binario della tranvia Salerno-Pompei, esercita dalla società Tranvie Elettriche della Provincia di Salerno (TEPS).

#### Tratto b
Il tratto b, denominato ufficialmente strada regionale 18/b Cava-Badia, è una strada provinciale italiana istituita per effetto del declassamento della ex-strada statale 18 Dir/A di Badia di Cava. Il tracciato misura 5,500 km e si sviluppa completamente all'interno del territorio comunale di Cava de' Tirreni.
Collega la Badia di Cava al tracciato principale della SR18/a Tirrena Inferiore.
La strada venne istituita originariamente nel 1964 come strada statale, ma in seguito al decreto legislativo n. 112 del 1998, dal 17 ottobre 2001 è stata riclassificata assumendo la denominazione corrente. Nella stessa data le competenze sono state devolute dall'Anas alla Provincia di Salerno.

### Tratta Capaccio-Policastro
Fino al 2018 lo storico tracciato cilentano, lungo 106,72 km, era parte integrante del percorso principale della SS 18. Con la promozione a strada statale della più recente variante cilentana, il vecchio tracciato fu declassato a strada locale.
La ex SS 18 diverge dalla SS 18var Cilentana a sud di Paestum inoltrandosi poi nell'entroterra ma toccando grossomodo le stesse tappe, spesso incrociando il tracciato variante direttamente e non.
Le uniche differenze notevoli in termini di percorso si trovano nelle tratte Paestum-Prignano Cilento e Cuccaro Vetere-Policastro Bussentino.
Nel primo caso il tracciato originale attraversa Ogliastro Cilento invece che Agropoli, mentre nel secondo i tracciati si allontanano significativamente l'uno dall'altro riunendosi definitivamente solo alle porte di Policastro, termine della tratta.
A differenza della variante il vecchio tracciato si snoda nella zona montana del Cilento, in particolare sulle pendici del Gelbison e del Cervati, seguendone l'orografia: ne deriva che la strada si presenta piuttosto irregolare e tortuosa, con una sede stradale abbastanza stretta, caratterizzata da moltissimi tornanti e curve. 
Il percorso attraversa i centri abitati di Ogliastro Cilento, Prignano Cilento, Rutino, Vallo della Lucania, Montano Antilia, Laurito, Alfano e Torre Orsaia, prima di riprendere il percorso statale presso Policastro Bussentino.

### Diramazione di Sant'Egidio del Monte Albino

La strada statale 18 diramazione B Tirrena Inferiore è una ex strada statale italiana posta nel territorio di Sant'Egidio del Monte Albino.
Si tratta di una breve strada di appena 1280 metri che collega il tracciato principale della SS 18 (km 34,300) con il vicino svincolo dell'autostrada A3 Napoli-Salerno (stazione di Sant'Egidio del Monte Albino).
La strada è stata istituita nel 1964. In seguito al declassamento dovuto al decreto legislativo n. 112 del 1998, dal 17 ottobre 2001, la gestione è passata dall'Anas alla Regione Campania.

### Diramazione per Nicastro

La strada statale 18 dir Tirrena Inferiore è una ex strada statale italiana. Il tracciato inizia presso Nocera Scalo, attraversa le località di Nocera Terinese, Falerna, Gizzeria, Lamezia Terme, raggiungendo Nicastro e proseguendo fino al bivio Calderaro dove si innesta sulla SS 19dir.
Il percorso si sviluppa complessivamente per 56,450 km tra la provincia di Cosenza e quella di Catanzaro.
La strada venne istituita nel 1953 riclassificando un tratto fino ad allora parte della SS 18, che venne contemporaneamente deviata lungo l'attuale tracciato costiero.
In seguito al decreto legislativo n. 112 del 1998, nel 2002 la strada venne declassata e le competenze di gestione passarono quindi dall'Anas alla Regione Calabria. Il percorso venne diviso in varie tratte:
- strada provinciale 164, dall'innesto con la SS 18 presso Nocera Scalo fino al bivo Brace;[19]
- strada provinciale 163/1, dal bivio Brace a Nicastro;
- strada provinciale 163/2, da Nicastro al bivio Calderaro.

### Raccordo di Salerno centro

La SS 18 raccordo bis Tirrena Inferiore è una ex strada statale italiana che ricade all'interno del comune di Salerno. Il tracciato è lungo 1,916 km e collega la SR 18 con il porto e lo svincolo autostradale di Salerno centro. Complessivamente si sovrappone a quello delle attuali strade comunali Via Alfonso Gatto e Via Fra' Generoso.
È stata istituita in attuazione del  Decreto ministeriale 17 ottobre 1963
in materia di "Classificazione tra le statali di una strada in provincia di Salerno con la denominazione di Strada statale n. 18 raccordo bis « Tirrenia Inferiore »". In seguito al declassamento seguente al decreto legislativo n. 112 del 1998, dal 17 ottobre 2001 la gestione è passata dall'Anas alla Regione Campania.

### Raccordo di Paola

La SS 18 racc/ter Tirrena Inferiore è una ex strada statale italiana che ricade completamente nel comune di Paola, in Calabria. Il tracciato è lungo 3,260 km e collega lo scalo ferroviario con la SS 18.
È stata istituita nel 1966 per effetto del decreto del ministero dei lavori pubblici 2 novembre 1966 in materia di "Classificazione tra le statali della strada n. 18 Raccordo ter « Tirrena Inferiore »".
In seguito al declassamento deciso col decreto legislativo n. 112 del 1998, dal 2002 la gestione è passata dall'Anas alla Regione Calabria.

### Raccordo di Nocera Scalo
La strada statale 18 raccordo Tirrena Inferiore è una ex strada statale italiana che ricade completamente nei territori di Nocera Scalo e Falerna Marina, in provincia di Catanzaro. 
La strada è lunga 4,700 km e collega la  SS 18 con il tracciato della ex SS 18 dir, ora Strada provinciale 163/1. Il tracciato inizia presso l'incrocio con la SP 163/1 (Km 7+100) in collina, denominato Bivio brace. Da li procede verso la costa inoltrandosi nel centro abitato di Nocera Scalo, costeggiando la ferrovia Salerno-Reggio Calabria e la stazione di Nocera Terinese.
Procede quindi nel territorio di Falerna Marina, incontrando lo svincolo Falerna della A2 del Mediterraneo.
Termina infine confluendo nella SS 18 al Km 360+100.
In seguito al decreto legislativo n. 112 del 1998 nel 2002 la strada è stata declassata 
e la gestione è passata dall'Anas alla Regione Calabria.

## Località attraversate
- In Campania

Città metropolitana di Napoli
Napoli, Portici, Ercolano, Torre del Greco, Torre Annunziata, Pompei.
Provincia di Salerno
Scafati, Angri, Sant'Egidio del Monte Albino, Pagani, Nocera Inferiore, Nocera Superiore, Cava de' Tirreni, Vietri sul Mare, Salerno, Pontecagnano, Bivio Pratole (Montecorvino Pugliano - Bellizzi), Bellizzi, Battipaglia, Corno d'Oro (Eboli), Cioffi (Eboli), Santa Cecilia (Eboli), Ponte Barizzo (Capaccio), Mattine (Agropoli), Ogliastro Cilento, Prignano Cilento, Sant'Antuono (Torchiara), Rutino, Omignano Scalo (Omignano), Vallo Scalo (Casal Velino), Pantana (Castelnuovo Cilento), Vallo della Lucania, Montano Antilia, Laurito, Alfano, Castel Ruggero (Torre Orsaia), Torre Orsaia, Policastro Bussentino (Santa Marina), Capitello (Ispani), Villammare (Vibonati), Sapri.
- In Basilicata

Provincia di Potenza

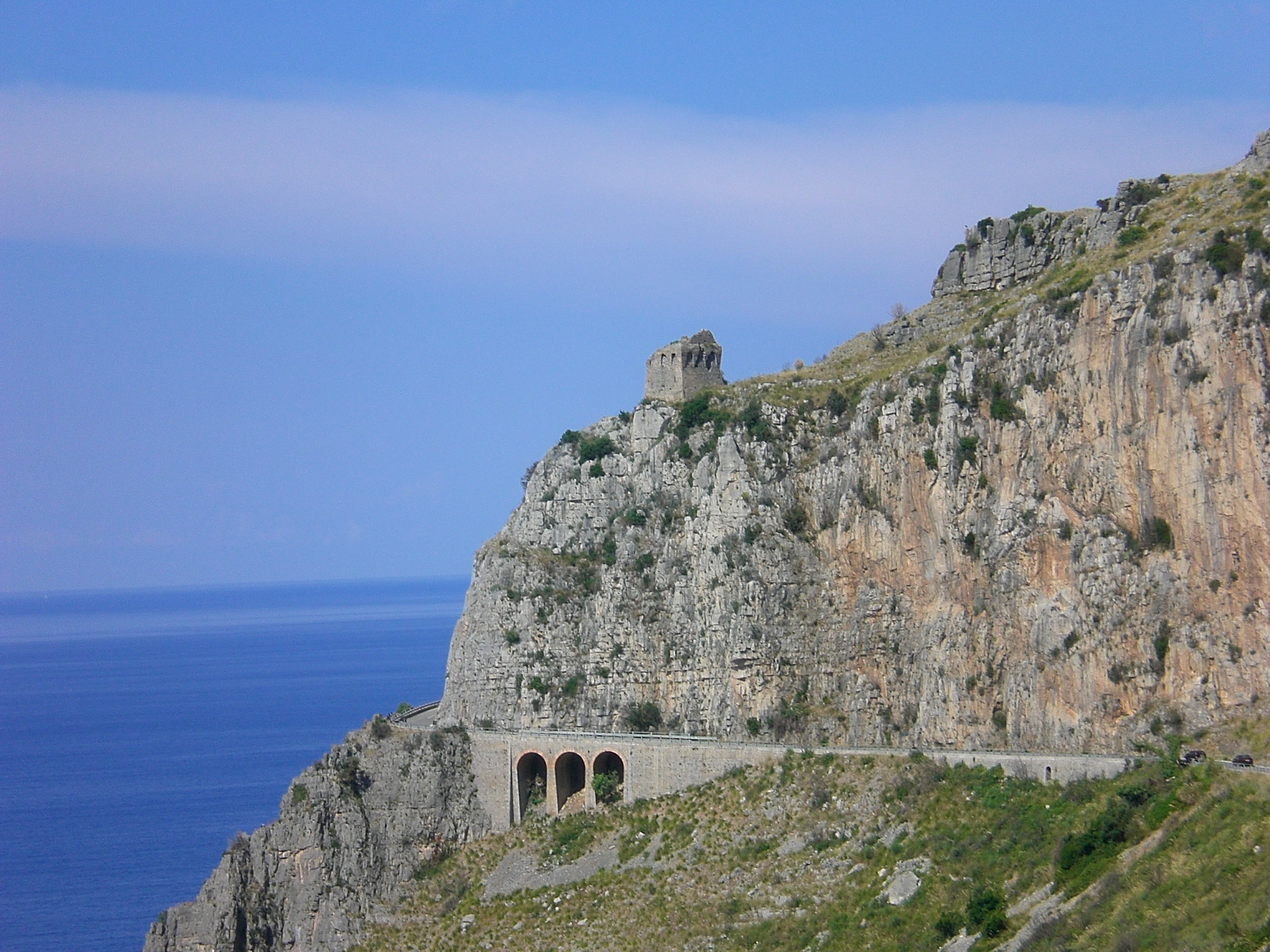
Tratto della SS 18 a picco sul mare nei pressi di Acquafredda di Maratea.

Acquafredda, Cersuta, Marina di Maratea e Castrocucco, tutte queste frazioni del comune di Maratea.
- In Calabria

Provincia di Cosenza

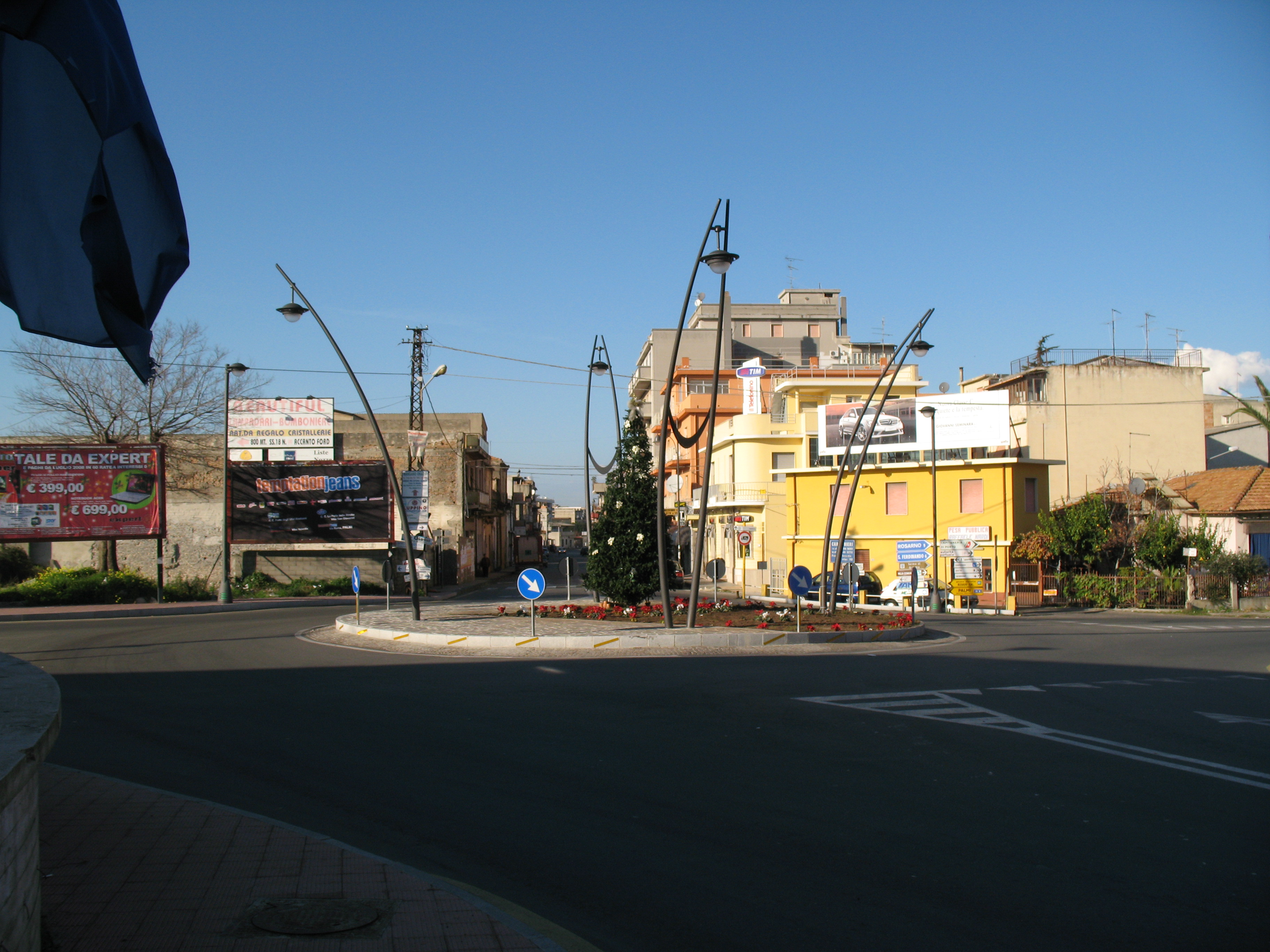
Gioia Tauro, rotonda all'intersezione con l'ex strada statale 111

Tortora Marina, Praia a Mare, San Nicola Arcella, Scalea, Santa Maria del Cedro, Grisolia, Cirella, Diamante, Belvedere Marittimo, Sangineto, Bonifati, Cetraro, Acquappesa, Marina di Guardia Piemontese (Guardia Piemontese), Marina di Fuscaldo (Fuscaldo), Paola, San Lucido, Falconara Albanese, Fiumefreddo Bruzio, Longobardi, Belmonte Calabro, Amantea, Campora San Giovanni.
Provincia di Catanzaro
Nocera Terinese, Falerna Marina (Falerna), Gizzeria Lido (Gizzeria), Lamezia Terme, Curinga.
Provincia di Vibo Valentia
Pizzo Calabro, Vibo Valentia, Mileto.
Provincia di Reggio Calabria
Rosarno, Gioia Tauro, Palmi, Seminara, Bagnara Calabra, Favazzina, Scilla, Cannitello, Villa San Giovanni, Reggio Calabria.